# Издръжливост
Издръжливостта е способност на организма за поддържане на продължителна умствена или физическа активност, включително и при стресови условия.

## Същност
Издръжливостта е способността на организма да проявява себе си и да остава активен за дълъг период от време, както и способността си да устои, да издържа, да се възстанови и да има имунитет към травма, рани или умора. Обикновено се използва в аеробна или анаеробна тренировка. Определението на „дълъг период от време“ варира в зависимост от вида на усилието – минути за анаеробни упражнения с висок интензитет, часове или дни за аеробни упражнения с ниска интензивност. Тренирането за издръжливост може да намали издръжливостта, освен ако индивида също не тренира резистентност като противодействие на този ефект.

## Физическа издръжливост
Когато човек е в състояние да изпълни или да издържи на по-голямо количество усилия, отколкото първоначалните му способности, то издръжливостта му се увеличава, което показва индивидуален напредък. Упражненията могат бавно да увеличат броя на повторения или прекараното време в тренировка. Доказано е, че увеличаването на издръжливостта освобождава ендорфини, което води до позитивно съзнание. Актът на изграждане на издръжливост чрез физическа активност е доказано, че намалява тревожността, депресията и стреса, или което и да е хронично заболяване. Въпреки че по-голяма издръжливост може да помогне на сърдечно-съдовата система, това не гарантира, че кое да е сърдечно-съдово заболяване може да се подобри. „Основните метаболитните последствия от адаптациите на мускулите на издръжливост са по-бавно усвояване на мускулния гликоген и глюкоза в кръвта, по-голяма зависимост от окисление на мазнини и по-малко лактат по време на упражняване на дадена интензивност.“.
Терминът издръжливост понякога се използва като синоними и взаимозаменяемо с устойчивост. Във военен смисъл, издръжливостта се счита за способността на бойна единица да поддържа високо ниво на боен потенциал по отношение на своя противник за целия срок на кампания.

## Психическа издръжливост
Издръжливост може да се отнася до способността да се преодолеят трудни ситуации, свързани с изпитание, стрес и т.н.

## Философска издръжливост
Ендурантизъм (от англ. endurance – издръжливост) или Теория на издръжливостта е философска теория за постоянството и идентичността. Според гледната точка на тази теория, материалните обекти са постоянни триизмерни субекти, които изцяло присъстват във всеки момент от своето съществуване, което върви с А-теорията на времето. Тази концепция за субект, който винаги присъства, е противоположна на пердурантизма или четирите измерения, който твърди, че един обект е поредица от времеви части или етапи, изискващи В-теория на времето.